# Colonia la Ine
Colonia la Ine är en ort i Mexiko.   Den ligger i kommunen Aquila och delstaten Michoacán de Ocampo, i den södra delen av landet, 500 km väster om huvudstaden Mexico City. Colonia la Ine ligger 248 meter över havet och antalet invånare är 206.
Terrängen runt Colonia la Ine är huvudsakligen kuperad, men söderut är den bergig. Colonia la Ine ligger nere i en dal. Runt Colonia la Ine är det glesbefolkat, med 8 invånare per kvadratkilometer. Närmaste större samhälle är Aquila, 1,2 km sydväst om Colonia la Ine. I omgivningarna runt Colonia la Ine växer huvudsakligen savannskog.